# Abuso sexual infantil
El abuso sexual infantil (también, abuso sexual de  personas menores de edad) es la conducta en la que un niño es utilizado como objeto sexual, existiendo o no una relación con la persona, y siendo esta simétrica o asimétrica. Es decir, que exista vulneración ya sea por un par o por una persona donde haya desigualdad, en lo que respecta  a la edad, a la madurez y al poder.
También definido como forma de maltrato infantil que consiste en la realización de conductas sexuales con una persona menor de edad sirviéndose de una relación de desigualdad (edad, fuerza física, capacidad de amenaza, etc.). Es cualquier clase de placer sexual con un niño, niña o adolescente (NNA) obtenido por parte de una persona (adulta o no) desde una posición de poder o autoridad. No es necesario que exista contacto físico (en forma de penetración o tocamientos) para considerar que existe abuso sexual, solamente es necesario que se utilice al NNA como objeto de estimulación sexual. Este concepto incluye el incesto, la violación, la vejación sexual (tocamiento/manoseo con o sin ropa, alentar y/o forzar –o permitir– a un NNA para tocar de manera inapropiada al abusador) y el abuso sexual sin contacto físico: seducción verbal, solicitud indecente, exposición de órganos sexuales para obtener placer sexual, realización del acto sexual o masturbación en presencia de una persona menor de edad. Se comete abuso sexual en los contactos e interacciones entre una persona adulta y un NNA cuando la persona adulta (agresora) utiliza al NNA para estimularse sexualmente o estimular al NNA o a otra persona. También existe abuso sexual cuando una persona menor de 18 años, siendo significativamente mayor que la víctima y estando en una posición de poder o control sobre otro, realiza con ella cualquier tipo de práctica sexual. En el marco del análisis e intervención social, el abuso sexual se entiende como un problema de carácter transversal: está presente en todas las culturas y sociedades. Se trata de una manifestación determinada por factores individuales, familiares y sociales. En todo caso representa una interferencia en el desarrollo evolutivo del niño o niña y puede dejar secuelas definitivas.

Se trata de un problema universal que está presente, de una u otra manera, en todas las culturas y sociedades y que constituye un complejo fenómeno resultante de una combinación de factores individuales, familiares y sociales. [...] Supone una interferencia en el desarrollo evolutivo del niño y puede dejar unas secuelas que no siempre remiten con el paso del tiempo.

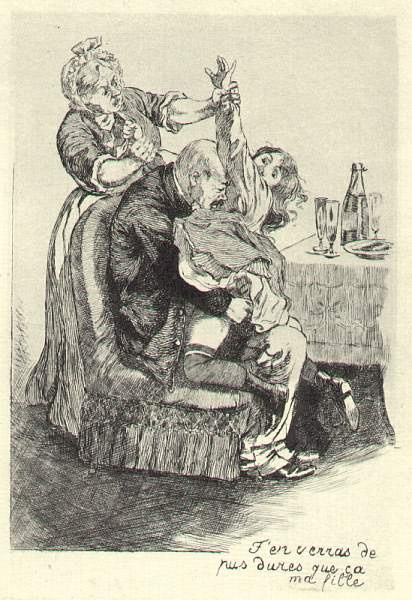
«T'en verras de plus dures que ça, ma fille» (‘Te verás en situaciones peores que esta, hija mía’) (1905), dibujo hecho por Martin Van Maële, en el que se representa a un hombre abusando sexualmente de una niña con la ayuda de una sirvienta.

En la mayoría de los casos el abuso sexual es una experiencia traumática. El  niño lo vive como un atentado contra su integridad física y psicológica. Puede afectar a su desarrollo psicoemocional, así como su respuesta sexual en la vida adulta, por lo que se considera un tipo de maltrato infantil. Las respuestas psicoemocionales y secuelas en niños pueden ser similares a las que se observan en casos de maltrato físico, abandono emocional, etc. La mayoría de las víctimas requieren apoyo psicológico para evitar sufrir secuelas del abuso en su vida adulta. 
La legislación internacional y la de la mayoría de los países modernos considera que es un delito, aunque los conceptos psicológico y jurídico del abuso no siempre coinciden, y no existe consenso sobre los procesamientos jurídicos de los agresores.
Los estudios sobre el tema muestran que la mayoría de los agresores son varones (entre un 80 y un 95 % de los casos) heterosexuales que utilizan como estrategia la confianza, los lazos familiares, el chantaje y la manipulación para consumar el abuso. La media de edad de las víctimas está entre los 8 y los 14 años. En estas edades se produce un tercio de todas las agresiones sexuales. El número de niñas que sufren abusos es entre 1,5 y 3 veces mayor que el de niños. Según un cálculo de las llamadas «cifras ocultas», entre el 5 y el 15 % de los varones han sido objeto en su infancia de abusos sexuales. El género es un factor determinante para la detección del abuso sexual.  
Entre el 65 y el 85 % de los agresores pertenecen al círculo social o familiar de la víctima. Los agresores desconocidos constituyen la cuarta parte de los casos y, normalmente, ejercen actos de exhibicionismo y son dirigidos a niños y niñas con la misma frecuencia. Entre el 20 y el 30 % de los agresores son menores.
Los testimonios de las personas que han sido objeto de abusos sexuales suelen ser ciertos. El síndrome de la «memoria falsa» o falsos recuerdos es poco frecuente en adultos supervivientes de abuso sexual debido a que se trata de sucesos que dejan una impronta muy relevante en la memoria.
La APA (American Psychological Association ‘Asociación Psicológica Americana’) cuestiona la existencia del síndrome de memoria implantada (no reconocido por el DSM-IV). En su informe oficial sobre el tema declara que no se debe considerar que los recuerdos de abuso sexual infantil de los adultos sean falsas memorias implantadas (aun cuando no haya pruebas que permitan interpretarlos literalmente como verdades históricas), ya que existen pruebas de que los abusos sexuales padecidos durante la infancia pueden ser tan traumáticos que algunas veces se olvidan y reaparecen en la adultez.
En algunos casos se observa disociación y amnesia selectiva: la víctima elimina recuerdos dolorosos o traumatizantes ocurridos durante el período en el que ocurrió el abuso.
Solo el 7 % de las denuncias presentadas por niños resultan ser falsas, aunque este porcentaje aumenta considerablemente cuando el niño o niña está viviendo un proceso de divorcio conflictivo entre sus padres.

## Concepto
El abuso sexual a menores se define desde dos ópticas que no siempre coinciden: la jurídica y la psicológica. Por ejemplo, en México la legislación está determinada por cada entidad y no existe un consenso jurídico sobre la tipificación de estos delitos. La valoración jurídica de los delitos depende del grado de contacto físico entre los órganos sexuales del agresor y la víctima, algo que no está necesariamente correlacionado con la variación en el grado de trauma psicológico.
Desde el punto de vista jurídico, los abusos sexuales a menores se han concretado en figuras como la violación, el abuso deshonesto, y el estupro.
Existen problemas para definir con precisión el concepto en psicología; estas son algunas diferencias entre los criterios:
- La existencia de coacción o sorpresa por parte del agresor. Para muchos autores, la mera relación sexual entre un adulto y un niño, ya merece ese calificativo, ya que se considera que ha mediado un abuso de confianza para perpetrar el abuso.
- La existencia de contacto corporal. Aquellos que no lo consideran necesario, incorporan al concepto de «abuso» el exhibicionismo, esto es, el acto de forzar a un menor a ver material pornográfico o relaciones sexuales entre adultos, o a participar en escenificaciones sexuales.
- En la mayoría de los estudios la edad máxima considerada para el menor oscila entre los 14 años. Para el agresor se considera una diferencia de edad mínima con el niño que oscila entre 5 y 13 años (mayor que la del niño).  Algunas investigaciones consideran abusos sexuales ocurridos entre jóvenes de la misma edad.
- La relevancia del abuso sexual «percibido». Se considera específicamente como caso de abuso sexual a un menor aquel que tienen repercusiones clínicas, es decir, si el niño presenta alguna sintomatología física relevante: dolor pélvico o anal, enuresis, encopresis, terrores nocturnos, falta de apetito o glotonería inexplicable, crisis de llanto, cambios de conducta y estado de ánimo, entre otros.

No obstante, existe cierto consenso en la idea de que:

el límite que traspasa la evolución natural de la sexualidad infantil nos permite hablar de una sexualidad abusiva que se produce en el momento en que el/la menor pierde el control sobre su propia sexualidad y con ello del autodescubrimiento de su cuerpo y su placer para ser instrumentalizado en beneficio de un placer ajeno del que no es protagonista, y con una persona con la que está en una relación de asimetría de algún tipo de poder: control, edad, madurez psicológica o biológica…

## Terminología
La bibliografía especializada utiliza los términos «abuso sexual», «abuso sexual infantil», «abuso sexual en la infancia», «abuso sexual a menores», «abuso sexual a niños», etc.
En el lenguaje común de algunos países se conoce como «pederastia», que puede usarse como sinónimo de «pedofilia». Etimológicamente, tanto pedofilia como pederastia son palabras procedentes del griego y se basan en el término paidós: ‘muchacho o niño’. Pedofilia proviene de la unión de las palabras paidós y filia: ‘amistad, amor’. Pederastia (παιδεραστία o paiderastía en griego) proviene de paidós y erastês: ‘amante’.
A quien comete el abuso se le conoce como «abusador», «abusador de menores», «abusador de niños», «agresor sexual (infantil)», «pederasta», etc.
Históricamente la pederastia no ha sido siempre asociada al abuso. En la Antigua Grecia, por ejemplo, se consideraba que era una relación aceptable entre un adolescente y un adulto.
Clínicamente, la patología que sufren la mayoría de los agresores se llama pedofilia:

un tipo de parafilia que consiste en la excitación o el placer sexual derivados principalmente de actividades o fantasías sexuales repetidas o exclusivas con menores prepúberes (en general, de 7 a 13 años, en casos excepcionales extendible hasta los 15).

Consecuentemente, la persona que sufre esa parafilia se denomina «pedófilo». Con todo, no es frecuente que en los estudios sobre el tema se utilice ese término como sinónimo estricto de «abusador sexual». Por un lado, algunos pedófilos nunca llegan a abusar de niños, sino que se quedan en los límites de las fantasías sexuales. Por otro, algunos agresores cometen el abuso como reacción a su frustración en sus relaciones con adultos, que son el verdadero objeto de sus inclinaciones sexuales; de ahí que no sean, estrictamente, «pedófilos». A veces se circunscribe el término «pedófilo» a los agresores primarios, que son los que justifican su inclinación y conducta con criterios racionales. Algunos especialistas no hacen distinción entre ambos conceptos.

## Extensión del abuso sexual a menores
Las tradiciones culturales e históricas repercuten en la forma con que cada sociedad afronta el problema. Los contextos socioculturales marcan las pautas desde sus propias construcciones comunitarias y sus relaciones de poder, de sus ritos de paso, de sus imaginarios y desde sus vínculos parentales. La cultura da las pautas de lo prohibido y lo permitido y a partir de esas pautas acepta o rechaza las prácticas de abuso sexual infantil. El abuso sexual infantil es una forma de violencia sexual a la que se somete el cuerpo de un niño, que suele ocurrir en la familia, el entorno del que el niño espera cuidado y protección.
El polémico Informe Kinsey, creado en los años cincuenta, muestra los resultados de encuestas realizadas por hombres y mujeres adultos en algunos casos se reconocían como heterosexuales, en las cuales Alfred Kinsey observó, entre otros muchos indicadores, que «se registraron los contactos sexuales entre niñas y adultos como una fuente de placer para estas jovencitas, que podrían conducir a un mejor desarrollo social y sexual en su vida posterior». Según Wardell Pomeroy, coautor del informe, sexólogo y educador sexual, la investigación de Kinsey descubrió «muchas relaciones agradables y satisfactorias entre padres e hijas».[cita requerida]
Esto sugiere la existencia de un fenómeno adicional en el abuso sexual infantil incestuoso: la seducción. Lo que significaría que el padre utiliza una estrategia basada en un trato especial hacia la hija víctima del incesto, como caricias y regalos, dando lugar a una erotización temprana y provocando sentimientos ambivalentes en ella. La situación podría llegar hasta un enamoramiento de tipo romántico, en el que la hija realiza la fantasía edípica de sustituir a la madre en su imaginario infantil.[cita requerida]
Varios factores impiden una identificación precisa del alcance del problema dentro de la sociedad actual:
- El concepto de «abuso sexual» es relativamente impreciso.
- El hecho de que sea un tabú favorece su silenciamiento.
- La mayoría de los abusos se producen sin testigos, por lo que la única vía para su revelación es el testimonio de la víctima.
- El hecho de que la víctima es un menor significa que pocos casos son denunciados, debido a su incapacidad para comunicarlos, al miedo que sienten, o a su desconocimiento de que han sido sometidos a algo catalogable como abuso.
- Dado que la mayoría de estos abusos se cometen en el entorno familiar o en círculos muy próximos al menor, es frecuente que se creen estrategias de ocultamiento extraordinariamente eficaces.

Por consiguiente, la realización de estudios o encuestas encaminadas a determinar la extensión de la práctica de abusos sexuales está condicionada por múltiples factores, lo que obliga a considerar sus resultados con cautela.[cita requerida]

Entre los estudios más destacados desarrollados para evaluar la prevalencia de los abusos cometidos contra menores a nivel internacional destaca el efectuado [...] por Finkelhor (1994) [...]. Los datos muestran [...] que los abusos sexuales a menores constituyen un grave problema que se extiende internacionalmente, siendo Estados Unidos (27 % de las mujeres y 16 % de los varones) y España (22,5 % de las mujeres y 15 % de los varones) los países en los que se encuentran los mayores porcentajes de prevalencia disponibles [...], aunque [...] se incluye todo tipo de abusos, ya que se parte de definiciones de amplio espectro [...]. Estudios [...] como el de Gorey y Leslie (1997) después de revisar los datos disponibles en los últimos treinta años en Estados Unidos concluyen que la prevalencia de abusos sexuales es del 22,3 % para las mujeres y del 8,5 % para los varones. Por su parte, Fleming, Muller y Bammer (1997) en su revisión exponen que entre el 15-30 % de las mujeres y el 5-15 % de los varones han estado expuestos a alguna forma de actividad sexual no deseada durante su infancia.

Se ha estimado que en España más de 3300 menores fueron víctimas de abusos sexuales entre 2013 y 2015.

## Agresores

### Características generales
Los agresores sexuales de menores son mayoritariamente hombres (aproximadamente un 87 %, y de más edad que los agresores de mujeres adultas, respecto de los que desempeñan profesiones más cualificadas y mantienen trabajos más estables) casados y familiares o allegados del menor, por lo que tienen una relación previa de confianza con este (solo entre el 15 y el 35 % de los agresores sexuales son completos desconocidos para el menor); cometen el abuso en la etapa media de su vida (entre los 30 y los 50 años), aunque la mitad de ellos manifestaron conductas tendentes al abuso cuando tenían menos de 16 años (recuérdese que entre un 20 y un 30 % de las agresiones sexuales a menores son cometidas por otros menores). Las mujeres agresoras suelen ser mujeres maduras que cometen el abuso sobre adolescentes. El número real de las abusadoras femeninas de menores podría estar mal por las estimaciones disponibles, por razones, incluyendo una «tendencia social para descartar el impacto negativo de las relaciones sexuales entre los niños y las mujeres adultas, así como un mayor acceso de las mujeres a los niños muy pequeños que no puede reportar el abuso», entre otras explicaciones.
El agresor sexual es una persona de apariencia, inteligencia y vida normal. Con todo,

suelen presentar rasgos marcados de neuroticismo e introversión, así como inmadurez (en forma de infantilismo, por ejemplo). No obstante, la pedofilia suele aparecer junto con otra parafilia —el exhibicionismo, por ejemplo— y estar asociada a otros trastornos, como el alcoholismo o la personalidad antisocial. No es infrecuente una relación entre la pedofilia y la personalidad obsesiva.

Según un estudio, la mitad de ellos no recibió ningún tipo de expresión de afecto durante su infancia, presenta problemas con el consumo de alcohol y no presenta déficit en habilidades sociales, aunque sí falta de empatía hacia sus víctimas, negando además el delito (rasgos no necesariamente acumulables en cada individuo).
También se ha señalado que la personalidad del agresor, que disfrutaría sometiendo a un niño y causando un sufrimiento, se encuadra dentro de lo que se denomina «estructura psicológica perversa».

### Tipos
Se pueden distinguir dos grandes tipos de agresores: los primarios y los secundarios o situacionales.
- Los primarios muestran una inclinación sexual casi exclusiva por los niños y su conducta compulsiva es independiente de su situación personal. Se trata, clínicamente, de «pedófilos» en un sentido estricto del término, que presentan unas distorsiones cognitivas específicas: consideran su conducta sexual como apropiada (no se sienten culpables ni avergonzados), planifican sus acciones, pueden llegar a atribuir su conducta a un efecto de la seducción por parte del menor o pueden justificarla como un modo de educación sexual para este.

El origen de esta tendencia anómala puede estar relacionado con el aprendizaje de actitudes extremas negativas hacia la sexualidad o con el abuso sexual sufrido en la infancia, así como con sentimientos de inferioridad o con la incapacidad para establecer relaciones sociales y sexuales normales.

- En cuanto a los secundarios o situacionales, estos se caracterizan porque su conducta viene inducida por una situación de soledad o estrés: el abuso suele ser un medio de compensar la baja autoestima o de liberarse de cierta hostilidad. No son estrictamente pedófilos, en tanto que su inclinación natural es hacia los adultos, con los que mantienen normalmente relaciones problemáticas (impotencia ocasional, tensión de pareja...); solo recurren excepcionalmente a los niños y lo hacen de forma compulsiva, percibiendo su conducta como anómala y sintiendo posteriormente culpa y vergüenza.

El término pedofilia es comúnmente utilizado por el público para describir todos los delincuentes de abuso sexual infantil. Este uso se considera problemático por los investigadores, debido a que muchos abusadores de niños no tienen un fuerte interés sexual en los niños prepúberes, por lo tanto, no son pedófilos. Como el abuso sexual infantil no es automáticamente un indicador de que su autor es un pedófilo, los delincuentes pueden separarse en dos tipos: pedófilo y no pedófilo (o preferencial y situacional). Las estimaciones para la tasa de pedofilia en abusadores de menores detectados, generalmente oscilan entre 25 % y 50 %.
Hay motivos por los que el abuso sexual infantil no está relacionado con la pedofilia, tales como el estrés, problemas de pareja, la falta de disponibilidad de un compañero adulto, tendencias antisociales generales, alto deseo sexual, problemas de origen psicológico o social, abuso del alcohol o de las drogas, los estados depresivos, el escaso autocontrol e, incluso, en algunos casos, leve retraso mental.
Muchos pedófilos, al ser descubiertos, niegan sus acciones e, incluso, llegan a negárselas a sí mismos. Otra actitud frecuente es la relativización de la trascendencia de los hechos (están convencidos de la imposibilidad de causarle problemas al menor o aluden a un factor de enamoramiento como justificante de la acción sexual) o el dirigir la responsabilidad hacia el menor, que es quien les ha fascinado para cometer los abusos.
La doctora Irene Intebi, experta en abuso sexual infantil, explica:

Contra lo que quisiéramos creer, otra vez más nos toman por sorpresa las estadísticas internacionales que señalan a los padres biológicos como los principales responsables de los abusos intrafamiliares. Estaríamos tentados a argumentar que eso corresponde a otras culturas, otras idiosincrasias, otros estilos de crianza. Recurramos al estudio llevado a cabo en Buenos Aires entre 1989 y 1992 sobre 138 casos. Los datos son incuestionables: el 42,5 % de los abusadores son los padres biológicos. En segundo lugar, aparecen los familiares cercanos -incluyendo tíos, abuelos, hermanos, primos, etcétera- que representan el 23,7 %. El tercer lugar corresponde a los conocidos no familiares, con el 17,5 %. Solo en el último lugar entre los perpetradores identificados están quienes la opinión general supone son los abusadores más frecuentes: los padrastros, responsables de estos hechos en el 13,8 % de los casos.

Algunos autores han clasificado a los agresores según:
| Las inclinaciones sexuales en                | Extrafamiliares, pedófilos centrados en prepúberes, por lo general menores de 13 años                                                         | Intrafamiliares, endogámicos, incestuosos                           |
| La exclusividad de la atracción por niños en | Pedófilos exclusivos (atracción selectiva hacia varones o niñas, o indiscriminada cuando cualquier menor puede ser objeto del impulso sexual) | Pedófilos no exclusivos que también se sienten atraídos por adultos |
| La edad de las víctimas en                   | Pedófilos propiamente dichos (eligen niños prepúberes sin capacidad orgásmica). No hacen distinción de género.                                | Hebefílicos (prefieren púberes o adolescentes).                     |
| El estilo                                    | Fijados | Regresivos                                                          |

Estas concepciones, que hasta comienzos de los años ochenta guiaban a los investigadores, se fueron desdibujando con el tiempo al existir más casuística y comprobar que, como los agresores no constituyen un grupo homogéneo, los casilleros son compartidos y a grandes rasgos. Un pedófilo puede ser heterosexual, estar casado y, sin embargo, abusar tanto de niñas como de niños; un padre biológico incestuoso puede abusar de sus propios hijos y, al mismo tiempo, de niños extraños y además haber violado mujeres adultas. Contrario a la creencia popular, un agresor sexual que abusa de niños y es menor de edad también puede ser considerado formalmente pedófilo si se cumplen los requisitos para ser diagnosticado con tal trastorno.
No existe un perfil único que pueda englobar a todos los agresores, ni características que sean comunes a todos los agresores. Lo único que tienen en común todos los agresores de niños es un deseo sexual dirigido a menores y una clara disposición a atacarlos.
De acuerdo con su experiencia profesional, William E. Prendergast, especialista en el tratamiento de ofensores sexuales, afirma que la mayoría de los agresores son personas agradables, educadas, caballeros, cooperadores, de buen comportamiento y muy trabajadores, que hacen todo lo posible para agradar y ser aceptados.

### El agresor violento
La violencia en los abusos sexuales se da en los casos en que el trastorno narcisista de la personalidad está asociado a graves rasgos asociales, [con lo que] las determinantes inconscientes del comportamiento sexual se conectarían con las dinámicas del sadismo convirtiéndose en peligrosas, porque la conquista sexual del niño, en este caso, representaría un instrumento de venganza por los abusos sufridos en la infancia y el modo de ejercer el propio e incontrovertible dominio -bajo la forma de deshumanización y humillación- sobre otro ser humano. Un sentimiento de triunfo acompaña la transformación de un drama pasivo en una victimización perpetrado activamente: el niño es visto como un objeto que puede ser fácilmente orientado y aterrorizado, que no provoca frustración y no tiene posibilidad de vengarse.
Entre los factores que podrían favorecer la aparición de este tipo de pederastia se encuentran la violencia (violaciones, crueldad...) ejercida contra el individuo en su infancia (especialmente, si los agentes fueron sus propios padres) y el haber vivido en ambientes familiares muy desestructurados, con episodios de violencia en los que el individuo no tuvo la oportunidad de intervenir para mejorarlos.

## La víctima
Los niños con mayor riesgo de ser objeto de abusos son:
- Aquellos que presentan una capacidad reducida para resistirse o para categorizar o identificar correctamente lo que están sufriendo, como es el caso de los niños que todavía no hablan y los que tienen retrasos del desarrollo y discapacidades físicas y psíquicas (esto incluye a quienes padecen trastornos como parálisis cerebral, síndrome de Down o autismo);
- Aquellos que forman parte de familias desorganizadas o reconstituidas, especialmente los que padecen falta de afecto que, inicialmente, pueden sentirse halagados con las atenciones del agresor;
- Aquellos en edades de 5 a 14 años con claras muestras de desarrollo sexual;[cita requerida]
- Aquellos que son, también, víctimas de maltrato.[34]

## Fases del abuso sexual
El abuso sexual de un menor es un proceso que consta generalmente de varias etapas o fases:
1. Fase de seducción: el futuro agresor manipula la dependencia y la confianza del menor, y prepara el lugar y momento del abuso. Es en esta etapa donde se incita la participación del niño por medio de regalos o juegos.
2. Fase de interacción sexual abusiva: es un proceso gradual y progresivo, que puede incluir comportamientos exhibicionistas, voyerismo, caricias con intenciones eróticas, masturbación, etc. En este momento ya se puede hablar de «abusos sexuales».
3. Instauración del secreto: el agresor, generalmente por medio de amenazas, impone el silencio en el menor. También puede recurrir a generar un sentimiento de culpabilidad o chantaje, provocando que el menor siga siendo partícipe involuntariamente de este acto.
4. Fase de divulgación: esta fase puede o no llegar (muchos abusos quedan por siempre en el silencio por cuestiones sociales), y, en el caso del incesto, implica una quiebra en el sistema familiar, hasta ese momento en equilibrio. Puede ser accidental o premeditada, esta última a causa del dolor causado a los niños pequeños o cuando llega la adolescencia de la víctima de abuso.
5. Fase represiva: generalmente, después de la divulgación, en el caso del incesto la familia busca desesperadamente un reequilibrio para mantener a cualquier precio la cohesión familiar, por lo que tiende a negar, al restarle importancia o a justificar el abuso, en un intento por seguir como si nada hubiese sucedido.

## Tipología de actos abusivos
Dentro de los abusos sexuales, es importante distinguir aquellos que van acompañados de violencia de aquellos que no. Los tipos específicos de abusos sexuales más frecuentes son los siguientes:
- Sin contacto físico: exhibicionismo, masturbación delante del menor, observación del niño desnudo, narración o proyección al menor de historias con contenido erótico o pornográfico.
- Con contacto físico: tocamientos, masturbación, contactos bucogenitales, penetración.

El tipo de conductas que se llevan más a cabo (normalmente, repetidas) son los tocamientos y la masturbación mutua; en cuanto a la penetración -oral, vaginal o anal- es menos frecuente.

### Los abusos sexuales en el ámbito doméstico
El abuso sexual de menores en el ámbito familiar es una realidad compleja en la que los factores que pueden configurar un contexto favorable a los mismos son variados y diversos. En principio, el factor crítico no es tanto la consanguinidad entre los participantes, sino el papel parental que desempeña el adulto respecto del menor. Los casos más frecuentes (70-80 %) entre los denunciados son los de padrastro-hija y padre-hija. La edad media del menor está entre los 6 años y los 12, y la relación se remonta a un tiempo bastante anterior a su descubrimiento con una duración de unos dos años. Si la familia cuenta con más de un hijo, es normal que los abusos afecten también a más de uno de ellos.

A menudo (cerca del 50 % de los casos), además del abuso sexual hay también abuso físico (maltrato) y negligencia respecto del menor. En muchos casos, pero no siempre, se encuentran historias de incesto en la anamnesis de uno o ambos padres, que han crecido en ambientes degradados o faltos de afecto. En muchas situaciones se ha verificado la presencia de un padre alcohólico o de una patología psiquiátrica en uno o ambos padres.

La casuística clínica muestra que

un menor de edad víctima de sevicias sexuales en la familia puede perder sus puntos de referencia afectivos y sufrir una alteración del equilibrio psíquico presente y futuro: pérdida de autoestima, incapacidad de establecer relaciones afectivas armoniosas, dificultades para acceder a una vida sexual y paternal satisfactoria. También existe el riesgo de dejarse implicar en la prostitución.

El silencio que recubre la práctica de abusos sexuales dentro de las familias dificulta su conocimiento en un plazo corto de tiempo y, de hecho, los informes de las víctimas suelen ser retrospectivos, frecuentemente obtenidos en el proceso terapéutico. El silencio al respecto por parte del menor obedece a diversos motivos: miedo a no ser creído (de hecho, son frecuentes los casos de incredulidad explícita por parte de familiares no implicados ante las denuncias de los menores); chantajes por parte del adulto; vergüenza por la posible publicidad del asunto; sentimientos de culpa (además, existe la posibilidad de que se detenga al familiar); temor a la pérdida de referentes afectivos; y, sobre todo, la manipulación sobre el sistema perceptivo del menor que realiza el adulto, en forma de una confusión generada al difuminar la identidad exacta del acto que ha constituido el abuso. En este sentido, el menor

es inducido a dudar de sus propias percepciones, a negar su autenticidad y, al final, ya no sabe qué experimenta de verdad, cuáles son sus sensaciones reales, qué está bien y qué está mal. Entonces se persuade de que la realidad más correcta es la del adulto que la interpreta para él, no la suya. Esta pérdida del ego, debida a la negación del propio sentimiento, a veces puede generar trastornos psíquicos de menor a mayor gravedad, como el desdoblamiento, es decir, la separación de los propios estados psíquicos auténticos o su negación.

Por lo demás, la práctica de este tipo de incesto no es exclusiva de familias desestructuradas, sino que se puede encontrar también en ámbitos más estables; en este sentido, el descubrimiento de los casos acaecidos en estos últimos resulta mucho más dificultoso, pues los primeros suelen aflorar en los hospitales.
La característica esencial de las familias donde se dan abusos sexuales a los menores es que presentan algún tipo de disfuncionalidad que comporta, normalmente, su tendencia a encerrarse en sí mismas y a aislarse socialmente. Se trata, además, de grupos donde el miedo a la ruptura familiar es perceptible (motivado, en ocasiones, por las dificultades económicas que podría acarrear); consecuentemente, el incesto puede llegar a cumplir la función secundaria de mantener unida a la familia:

la casuística muestra que, en casi la mitad de los casos, al constatarse el incesto padre-hija (o padrastro-hija), la armonía de la pareja estaba comprometida y las relaciones conyugales estaban suspendidas desde hacía tiempo. El incesto se convierte así en un poderoso regulador de los problemas de la pareja.

El agresor, en estos casos, suele ocupar una posición dominante en el seno de la familia y actúa impidiendo las relaciones de sus miembros con el exterior. En cuanto a la hija, de ser ella la víctima, suele ser la mayor y haber intercambiado su papel familiar con el de la madre, de la que se halla distanciada emocionalmente (es frecuente la presencia en estas familias de madres perturbadas psíquicamente o alcoholizadas).
Se han identificado dos grandes tipos de familias proclives a la práctica de abusos sexuales sobre sus menores, caracterizadas ambas por la presencia de parejas de progenitores en las que uno de los miembros es el dominante y autoritario y el otro el subordinado y pasivo. Los hijos suelen estar implicados, consecuentemente, en la relación de pareja con funciones sustitutivas:
- por un lado, familias donde el perfil patriarcal de su funcionamiento es extremo. El padre es una figura dominante y su comportamiento es autoritario e, incluso, violento. La madre, por el contrario, es pasiva o sumisa, y suele presentar enfermedades físicas o psicológicas que la sitúan en una posición marginal dentro del grupo. En este tipo de familias, una hija reemplaza a la madre, asumiendo también el papel sexual correspondiente.
- por otro lado, habría familias donde los papeles están invertidos respecto de la anterior: la madre es la figura dominante, aunque se halla frecuentemente alejada del hogar por motivos de trabajo, y el padre adopta una posición subordinada y dependiente respecto de ella, con lo que se alinea psicológicamente con los hijos. En este tipo de familias, el padre busca el consuelo afectivo en una hija, lo que deriva frecuentemente en el incesto.

## Consecuencias de los abusos sexuales a menores
Las consecuencias del abuso sexual a corto plazo son, en general, devastadoras para el funcionamiento psicológico de la víctima, sobre todo cuando el agresor es un miembro de la misma familia. Las consecuencias a largo plazo son más inciertas, si bien hay una cierta correlación entre el abuso sexual sufrido en la infancia y la aparición de alteraciones emocionales o de comportamientos sexuales inadaptativos en la vida adulta. No deja de ser significativo que un 25 % de los niños abusados sexualmente se conviertan ellos mismos en abusadores cuando llegan a ser adultos.

### Los indicios de posibles abusos
Existen dos grandes tipos de indicios que pueden sugerir la existencia de abusos sexuales sobre un menor: los problemas conductuales y las dificultades emocionales.
En el primer tipo se incluyen, entre otros, problemas como el fracaso escolar, la negativa a hablar o a interrelacionarse afectivamente con los demás, la tendencia a la mentira, la promiscuidad y excesiva reactividad sexual, los ataques de ira, las conductas autolesivas, la tendencia a la fuga y el vagabundeo, etc.
En el segundo tipo se encuentran dificultades como la depresión, la ansiedad, la baja autoestima, los sentimientos de impotencia, la dificultad para confiar en los demás, determinados síntomas psicosomáticos (dolores en diversas partes del cuerpo, por ejemplo), trastornos del sueño o, por el contrario, deseo constante de refugiarse en él, etc.

### Las consecuencias de los abusos
Una gran cantidad de estudios indican que la mayoría de las víctimas infantiles de abusos sexuales sufren daños como consecuencia de los mismos:

tienen dificultades para sentirse personas y para crecer con autonomía. [...] Los excesos de estimulación debidos a manipulaciones brutales y a emociones perturbadoras o frustrantes los dejan [...] en un estado sensorial confuso y evanescente: entienden que son prisioneros de la voluntad ajena, se sienten amenazados pero no pueden responder o sustraerse a ella. Todas las referencias sensoriales, afectivas y representativas se confunden cuando un niño es víctima de un abuso sensorial o afectivo que no puede integrar. [...] Cuando un adulto abusa de la propia fuerza y del propio poder, el niño no puede oponerse en un plano de igualdad: no posee el lenguaje, aún no es autónomo, su vida depende de los mayores. [...] Sirviéndose del niño como objeto sexual, asustándolo y sobreexcitándolo cuando aún no es libre de elegir o sustraerse, cuando aún no está en condiciones de simbolizar las experiencias a nivel cognitivo, de expresarlas en palabras y de valorarlas por lo que son, el que abusa de él, con sus intervenciones irrespetuosas en relación con los ritmos de crecimiento y las exigencias del pequeño, puede interrumpir su proceso de humanización, «petrificarlo», con consecuencias cuyos efectos pueden hacerse sentir a muchos años de distancia.

Con todo,

la coexistencia de una historia de abuso sexual infantil y los trastornos adultos no prueban que el abuso «causara» el trastorno. En muchas familias en donde se han producido abusos sexuales, hay otros problemas familiares (alcoholismo de los padres, abusos emocionales, discordias maritales) que igualmente son dañinos para los niños. Los factores genéticos también pueden entrar en la ecuación, quizá por afectar al grado de vulnerabilidad y resistencia del individuo.

El impacto de la agresión sexual está condicionado por, al menos, cuatro variables que se hallan interrelacionadas:
1. el perfil individual de la víctima (respecto del cual es más importante que su edad o el sexo, el contexto familiar donde vive);
2. las características de la agresión (cuya gravedad es proporcional a la frecuencia, duración y violencia con que se ha producido);
3. la relación entre víctima y agresor: las pruebas muestran que los efectos psicológicos más graves se producen cuando el agresor es una persona conocida en la que el menor confía;[45]
4. y las consecuencias provocadas por el descubrimiento del abuso (sobre todo en lo que se refiere a si el abusado es creído o no; una respuesta inadecuada del entorno de la víctima puede complicar el proceso de recuperación).

Por otra parte, se ha estudiado también el dilema al que se enfrentan los niños que han sufrido un abuso cuando han intentado comunicar su experiencia, y que explicaría los enormes problemas que tienen los menores para contar con coherencia y de inmediato la agresión sufrida. R. C. Summit definió, en este sentido, el CSAAS (Child Sexual Abuse Accomodation Syndrome ‘Síndrome de acomodación del niño al abuso sexual’) de acuerdo con cinco etapas:
1. secreto
2. indefensión
3. acomodación y trampa
4. revelación diferida, contradictoria y poco convincente y
5. retractación.

Por lo demás, algunos agresores fomentan el silencio de la víctima sugiriéndole a esta que lo que ha ocurrido es un secreto compartido, o amenazándola directamente.

#### Consecuencias del incesto
En cuanto a las consecuencias de los abusos sexuales intrafamiliares,

la casuística muestra que casi el 30 % de las mujeres que recurren a un tratamiento psiquiátrico refieren una historia de incesto. Prácticamente todos los síndromes psiquiátricos conocidos han sido señalados como posibles consecuencias de una experiencia de incesto: frigidez, promiscuidad sexual, delincuencia, depresión con tendencias suicidas, fobia, psicosis después del parto, anorexia nerviosa, crisis histéricas y ataques de ansiedad. Análogamente se ha comprobado que muchas mujeres que han sido violadas en más de una ocasión han sido víctimas de incesto. También los estudios realizados con prostitutas han demostrado que cerca del 50 % de ellas tenían a sus espaldas un historial de abusos sexuales entre los muros domésticos [...] Entre los drogadictos graves [...] a menudo hay mujeres víctimas de una experiencia anterior de incesto. También se ha observado que un porcentaje considerable de los hombres que se encuentran en la cárcel por delitos sexuales [...] había estado sexualmente implicado con algún miembro de su familia.

Según Jean Goodwin, se pueden describir las consecuencias de este tipo de abusos atendiendo a los distintos estadios del desarrollo: infancia, edad preescolar, edad de latencia, adolescencia y edad adulta.
En la infancia, además de algunos síntomas fisiológicos, se produce un miedo inesperado a los hombres o un apego a la madre también excesivo.
La edad preescolar (4-6 años) es la etapa en la que se producen las situaciones más complejas, debido a que el menor siente auténtico terror ante la posibilidad de perder el afecto y la protección de su familia, por lo que tiene fuertes sentimientos de culpa ante los hechos acaecidos.
La edad de latencia (6-12 años) presenta el mayor porcentaje de menores que confiesan haber sufrido abusos familiares. Aun siendo ya conscientes de lo que les ha pasado, suelen usar la fantasía como defensa y suelen expresarse metafóricamente al respecto. Entre las consecuencias más evidentes están el rechazo a la escuela y la idealización de la familia.
Los adolescentes sometidos a abusos sexuales suelen recurrir con frecuencia a las fugas de casa (no tanto como huida, sino como declaración simbólica de su culpabilidad), la promiscuidad sexual, los intentos de suicidio (habitualmente, entre los 14 y 16 años y motivados por el sentimiento de culpa por haber traicionado a la madre, el sentimiento de fracaso por haber sido causa de disolución familiar, las dificultades para entablar relaciones sexuales normales tras los abusos...), las crisis histéricas, etc.

### Efectos a corto plazo
Entre el 70 y el 80 % de las víctimas quedan emocionalmente alteradas después de la agresión (efectos a corto plazo). Las niñas suelen presentar reacciones ansioso-depresivas (muy graves en los casos de las adolescentes) y los niños problemas de fracaso escolar y de socialización, siendo más proclives a presentar alteraciones de la conducta en forma de agresiones sexuales y conductas de tipo violento.
Desde un punto de vista más teórico, el «modelo del trastorno de estrés postraumático» considera que los efectos son los propios de cualquier «trauma»: pensamientos intrusivos, rechazo de estímulos relacionados con la agresión, alteraciones del sueño, irritabilidad, dificultades de concentración, miedo, ansiedad, depresión, sentimientos de culpabilidad, etc. (efectos que pueden materializarse físicamente en síntomas como dolor de estómago, de cabeza, pesadillas...).
Por su parte, otro modelo teórico, el «traumatogénico», centra su atención en cuatro variables como causas principales del trauma:
- sexualización traumática: el abuso sexual es una interferencia en el desarrollo sexual normal del niño, por cuanto aprende una vivencia de la sexualidad deformada (especialmente, cuando la agresión se ha producido en el hogar);
- pérdida de confianza: no solo con el agresor sino con el resto de personas cercanas que no fueron capaces de impedir los abusos;
- indefensión: el haber sufrido los abusos lleva a la víctima a considerarse incapaz de defenderse ante los avatares de la vida en general, provocando en él actitudes pasivas y de retraimiento;
- estigmatización: sentimientos de culpa, vergüenza, etcétera, que minan su autoestima.

### Efectos a largo plazo
A largo plazo, aunque los efectos son comparativamente menos frecuentes que a corto plazo, el trauma no solo no se resuelve sino que suele transitar de una sintomatología a otra. Con todo, no es posible señalar un síndrome característico de los adultos que fueron objeto de abusos sexuales en su infancia. Existen numerosos condicionantes de la pervivencia de efectos a largo plazo, como puede ser, entre otros, la existencia en el momento de los abusos de otro tipo de problemas en la vida del niño (maltratos, divorcio de los padres, etc.) e, incluso, en muchos casos los efectos aparecen provocados por circunstancias negativas en la vida adulta (problemas de pareja, en el trabajo, etc.).
Los fenómenos más regulares son las alteraciones en el ámbito sexual, como inhibición erótica, disfunciones sexuales y menor capacidad de disfrute, depresión, falta de control sobre la ira, hipervigilancia en el caso de tener hijos o adopción de conductas de abuso o de consentimiento del mismo, y síntomas característicos de cualquier trastorno de estrés postraumático.
De forma más pormenorizada, pueden señalarse como efectos a largo plazo los siguientes: la víctima de abuso puede experimentar síntomas como retrospecciones (recuerdos traumáticos que se imponen vívidamente en contra de la voluntad), inestabilidad emocional, trastornos del sueño, hiperactividad y alerta constante. Por otra parte, también se pueden producir aislamiento, insensibilidad afectiva (petrificación afectiva), sentimiento de culpabilidad por lo ocurrido, trastornos de memoria y de la concentración, fobias, depresión, ansiedad, flashback (revivir el pasado), disociación y conductas autodestructivas.
Debido a que el inicio en la vida sexual del menor fue traumático, experimenta sensaciones y conductas distorsionadas en el desarrollo de su sexualidad, como agresividad sexual, conductas inadecuadas de seducción hacia otros, masturbación compulsiva, juegos sexuales, promiscuidad sexual, trastornos de la identidad sexual, prostitución, e incluso llegan a experimentar de nuevo la situación abusiva siendo, posteriormente la pareja de un agresor.
Hay pruebas también de que las personas pueden olvidar y olvidan de hecho las agresiones sexuales (así como otros acontecimientos traumáticos de su vida). Quienes han sufrido traumas pueden tener recuerdos invasivos de los sonidos de un acontecimiento y simultáneamente ser incapaces de recordar las imágenes (o viceversa), o pueden recordar los sentimientos experimentados durante el abuso, pero no los acontecimientos exactos que los provocaron.
La experiencia clínica tradicional ha demostrado que son tres las causas fundamentales para reprimir los recuerdos: evitar el dolor, evitar quedar abrumado y evitar deseos inaceptables. Recientemente, se ha añadido el «evitar información que amenaza un vínculo necesario» como una causa más y, quizá, la más relevante, en la misma línea que algún especialista ya había señalado de que un motivo para la inconsciencia de los recuerdos es la «preservación del amor de los otros» (M. J. Horowitz).

#### La amnesia como consecuencia del abuso
Un informe de 1994 de la American Psychological Association estableció cuatro ideas básicas en relación con el asunto de los recuerdos diferidos de abusos en los niños:
- La mayoría de las personas que sufrieron abusos sexuales en la infancia recuerdan todo o parte de lo ocurrido.
- Una agresión sexual que se llegase a olvidar durante mucho tiempo puede recordarse (se desconoce el cómo).
- Son posibles los recuerdos falsos de hechos no ocurridos (se desconoce el cómo).
- Existe un conocimiento insuficiente de los procesos que llevan a un recuerdo exacto o inexacto del abuso sexual en la infancia.

Con todo, el fenómeno del olvido de las agresiones sexuales está muy extendido y bien documentado, aunque no se comprenden con exactitud sus causas y mecanismos. Por otro lado, también existe una teoría que sostiene que existen «falsos recuerdos» o recuerdos fabricados, sobre todo en presencia de un individuo persuasivo en posición de autoridad: terapeuta, progenitor, etc. Muchas víctimas expresan, de hecho, grandes dudas acerca de la realidad de sus propios recuerdos de la agresión, independientemente de la frecuencia de sus recuerdos. Esta teoría, sostenida por unas pocas personas, no aparece en el DSM-V ni en el CIE-10 y es rechazada por la comunidad académica.
En este sentido, se cree que las dudas acerca de los hechos están directamente vinculadas a la naturaleza del abuso; esto es, el hecho de que en la infancia las personas tiendan a subordinar nuestras percepciones de la realidad a las de un tercero implica, para el caso de las agresiones sexuales, que luego haya una serie de consecuencias distorsionadoras en la capacidad de conocimiento de la realidad para el adulto que las ha sufrido.
En 1996, Jennifer J. Freyd expuso su teoría de que

la represión de la memoria no aparece porque reduzca el sufrimiento, sino porque, a menudo, el hecho de desconocer el abuso cometido por un cuidador es necesario para la supervivencia.

Esta teoría, que denomina del «trauma de la traición», propone que los traumas que más posibilidades tienen de ser olvidados son aquellos en los que la traición es un componente fundamental. Así, considera que la traición de un cuidador de confianza es clave para prever un caso de amnesia con respecto al abuso sexual cometido por este, en tanto que el apego del niño a ese cuidador convierte a la amnesia en adaptativa:

cuando el traidor es alguien de quien dependemos, los mismos mecanismos que por regla general nos protegen —la sensibilidad a los engaños y el dolor que nos motiva para cambiar las cosas de manera que dejemos de estar en peligro— se convierten en un problema. Debemos bloquear la conciencia de la traición, olvidarla, con el fin de asegurar que nos comportemos de manera que se mantenga la relación de la que dependemos.

## Tratamiento de víctimas y agresores

### Las víctimas
El principal problema que hay para probar los abusos sexuales a menores es que, tanto si se trata de un simple acoso como si hay penetración, no suele dejar pruebas física duraderas en los niños. Por otro lado, ni el agredido ni los agresores, unos por la edad y otros por su problema, suelen ser capaces de explicar con precisión lo que ha ocurrido. Además, la confirmación de los hechos es complicada porque no suele haber más testigos oculares que la víctima y el agresor, el cual suele negar la acusación.
La valoración psicológica de un caso de abusos se aborda, fundamentalmente, a través de la entrevista psicológica al menor y la observación. Básicamente, son dos los tipos de entrevistas que se programan con la víctima: por un lado, aquellas que están encaminadas a investigar lo que ha ocurrido, y por otro las que están orientadas a la intervención sobre el niño como víctima del abuso.
La consecuencia inmediata que se extrae de los primeros contactos con la víctima es si la intervención terapéutica es necesaria o conveniente, pues no todos los menores víctimas de abusos presentan síntomas psicopatológicos que obligan a un tratamiento. Normalmente, determinadas características individuales del menor y de su contexto social y familiar pueden ser suficientes como para proteger al menor del impacto negativo del abuso.
Se han señalado cuatro criterios básicos que sugieren una mayor urgencia de actuación en un caso de abuso: la convivencia del agresor con el niño tras el abuso; la actitud pasiva o de rechazo hacia el niño por parte de su familia; la gravedad del abuso; la ausencia de una supervisión del caso que pudiese evitar nuevos abusos.
Se han señalado, también, dos grandes fases, con sus correspondientes técnicas, en el proceso de intervención sobre una víctima de abusos sexuales: una primera fase educativa y una segunda específicamente terapéutica.
La fase educativa pretende que el menor comprenda tanto su propia sexualidad como la del agresor de una forma objetiva y adaptada a su nivel. Se trata de informar al menor y hacer que comprenda qué son los abusos sexuales y cómo prevenirlos. El objetivo es no solo garantizar su seguridad en el futuro sino, sobre todo, aumentar la autoestima en el menor confiriéndole mecanismos de control sobre los aspectos relativos a la sexualidad.
La fase terapéutica aborda la situación en que ha quedado el niño tras el abuso y pone en práctica determinadas técnicas para que pueda superar el trauma y evite recaídas en la edad adulta. Entre las técnicas que se pueden utilizar están:
- El desahogo emocional del menor, con el objeto de romper el secreto y el correspondiente sentimiento de aislamiento, que en ocasiones puede llevar a que el niño cree sus propios y errados mecanismos de defensa;
- La revaluación cognitiva, con el objeto de evitar la disociación o la negación de la experiencia, de forma que el niño reconozca que sus sentimientos son legítimos y normales tras una experiencia como la que ha vivido;
- Técnicas que permitan cambiar las alteraciones cognitivas, afectivas, sexuales y conductuales (habilidades sociales y asertividad; entrenamiento en relajación y control de la ira; autoexploración...).
- Terapias basada en el «juego dramático» (para crear con la imaginación situaciones y personajes que permitan al menor regresar al hecho perturbador pero desde una posición analítica, externa y controladora); los cuentos infantiles (para explicar y analizar los hechos metafóricamente); el dibujo (con una función diagnóstica y terapéutica, a la vez).

### Los agresores
Muchos estudios y experiencias forenses demuestran que solo unos pocos de estos agresores sexuales pueden ser diagnosticados como psicópatas sexuales —cuyo reto en la intervención sí que consideramos francamente complejo— y, por tanto, la posibilidad del tratamiento y la rehabilitación del resto de agresores sexuales se convierten en una realidad factible.

El agresor de niños es una persona razonablemente integrada en la sociedad, en cualquier caso siempre mucho más que un violador. Suelen carecer de historial delictivo. En consecuencia, su actitud habitual ante el problema es negarlo o minimizarlo, con el objeto de no ser identificado como tal por la sociedad, en la que el abuso sexual a menores genera un gran rechazo y es objeto de sanciones penales.
El pederasta puede aprender a controlar su conducta, pero no la inclinación pedófila, la cual es causa de sufrimiento en una parte de los pederastas (conscientes de su proclividad a los abusos sexuales) pero no en todos. Por lo demás, no todos los pederastas son pedófilos, pues en muchos casos solo están usando a los niños como sustitutos de adultos a los que no pueden acceder para mantener relaciones sexuales con ellos.
Se han señalado cuatro categorías principales de negación por parte de los agresores sexuales, las cuales implican sendos tipos de dificultades a la hora del tratamiento:
- negación de los hechos: se trata de la categoría que implica la forma más difícil de tratar y superar el problema;
- negación de conciencia: el agresor echa la culpa a distintos aspectos no controlables por él, como el alcohol, impulsos irrefrenables, etc.
- negación de responsabilidades: el agresor atribuye la culpa a la víctima;
- negación del impacto: el agresor acepta su responsabilidad, pero minimiza sus consecuencias.

El tratamiento psicológico para los agresores que aceptan someterse al mismo, y para el que deben haberse resuelto previamente esas formas de negación, es muy parecido al utilizado para adicciones como el alcohol se suele centrar en las siguientes líneas de actuación:
- la prevención de nuevos episodios de abuso;
- la modificación de las ideas distorsionadas en relación con el abuso sexual;
- la supresión o reducción de los impulsos sexuales inadecuados;
- el aumento de la excitación heterosexual adecuada y de las habilidades sociales requeridas;
- el entrenamiento en autocontrol y solución de problemas;
- mejora de la autoestima;
- las estrategias de prevención de recaídas.

## El menor ante su denuncia
La verificación de una acusación de abuso sexual no es una tarea fácil. Existen dos principios básicos de actuación que hay que manejar siempre: por un lado, asumir que cada caso es distinto de todos los demás, aunque solo sea en un matiz o detalle; por otro, que el interés en la protección del menor debe ser prioritaria, pues la revelación del abuso puede interrumpir este y, por el contrario, las actitudes indecisas y superficiales ante determinadas evidencias pueden agravar las consecuencias del mismo.
En general, si bien es cierto que puede existir, tanto en adultos como en menores, la inducción de falsas denuncias o de falsos recuerdos a través de diversos mecanismos,

no es frecuente (aunque en algún caso raro es posible) que los niños denuncien falsamente un abuso mintiendo por oportunismo.

A este respecto, son más frecuentes las falsas retracciones, debido a que la inherente vulnerabilidad del menor puede llevarle a sentir terror ante las consecuencias de su denuncia. Estas retracciones se originan en motivos como el temor a las amenazas, la relación afectiva con el agresor, los sentimientos de culpa cuando es un caso de incesto, el sentimiento de vergüenza, etc.
Cuando la actitud del menor es el silencio, esto se puede deber a su percepción de que lo que le ha ocurrido es algo normal, a que no es capaz de identificar conceptualmente lo que ha sufrido, al recelo que siente por todos los adultos, al miedo a destruir los vínculos familiares en el caso del incesto, etc.

Por otro lado, en ambientes familiares y sociales difíciles, el placer que deriva de los juegos con trasfondo sexual puede ser la única forma de placer que el niño consigue experimentar y es, por tanto, comprensible que se aferre a ella.

Además, es posible que la revelación del abuso por parte del menor se haga de forma enmascarada, esto es, a través de síntomas, y no de palabras, de tipo psicosomáticos y conductuales.
Se distinguen dos tipos de enfoque para abordar el tema de la validez de las declaraciones del menor: el enfoque de los estándares y el enfoque de los indicadores. El primero presta especial atención al proceso a través del cual se va a realizar la entrevista con el menor y a cómo se van a evaluar sus resultados; el segundo, por el contrario, busca relacionar las respuestas emocionales, conductuales o fisiológicas del niño con las de otros con una historia de abusos sexuales ya comprobado.
Para la evaluación de la veracidad de las declaraciones, se está utilizando con preferencia, aunque en una fase de desarrollo y refinamiento, un método conocido con el nombre de «análisis de la validez de la declaración» (statement validity analysis) y su elemento centro llamado «análisis del contenido basado en criterios» (criteria-bases content analysis),

que se centra en las declaraciones realizadas sobre el abuso sexual en sí mismo. Se basa en el supuesto de que las afirmaciones realizadas por un niño sobre sucesos que realmente ha experimentado difieren de manera cuantificable de las afirmaciones falsas o producto de su fantasía, de manera que un análisis de la declaración prestada puede discriminar entre una declaración verdadera o falsa sobre lo sucedido.

## Pederastia e internet
Los pederastas suelen intercambiar información sobre cómo engañar a los padres de un niño, cómo intercambiar pornografía de manera privada y cómo evitar ser descubiertos. Los foros en los que operan son cada vez más cerrados. Los que tienen conocimientos sobre seguridad en internet los comparten con los demás, de modo que cada vez son más difíciles de localizar, si bien los métodos de la policía son, también, cada vez más sofisticados.
Las imágenes que se suelen ver por internet proceden de lo que la policía llama «intercambio altruista». Normalmente no son colocadas por organizaciones, sino por los propios pederastas, que muchas veces las obtienen de su entorno familiar (hijos, sobrinos, hijos de vecinos…).
Los policías expertos en internet han explicado en reiteradas ocasiones que estos individuos se infiltran a menudo en chats de adolescentes, haciéndose pasar por personas de su misma edad y consiguiendo en algunos casos que lleguen a desnudarse frente a la webcam. También intentan obtener sus teléfonos para tratar de lograr un contacto real. Lo más usual es que el pedófilo ingrese en un chat, se registre con un apodo y abra una sala de usuario en la que, en apenas media hora, puede intercambiar decenas de fotos y vídeos. Luego la sala desaparece.
De acuerdo con diversos informes policiales, los pederastas empiezan con imágenes más suaves y van derivando hacia imágenes cada vez más duras y con víctimas más jóvenes, lo que les lleva a desear un contacto real que, en muchos casos, se acaba satisfaciendo en el denominado «turismo sexual».

### Medidas de control del abuso sexual infantil por internet
En junio del año 2008, tres grandes proveedores de internet en Estados Unidos, Verizon, Sprint y Time Warner Cable, llegaron a un acuerdo para bloquear los boletines en línea y páginas web a través de las que se distribuyen imágenes de pornografía infantil. Por su parte, Microsoft desarrolló un sofisticado programa para rastrear pederastas en la Red, que fue puesto en práctica por la policía de Toronto (Canadá).
En Reino Unido, la policía creó un portal trampa sobre pedofilia con la intención de cazar a los que busquen este tipo de contenidos en internet. La página ofrecía indicios de contenido ilegal y luego almacenaba los datos de las personas que intentaban acceder a contenidos más escabrosos. En China, con más de 90 millones de usuarios de internet, cerca del 50 % de los cuales son menores de 24 años, se ha llegado a restringir el uso de las contraseñas para luchar contra las páginas de contenido pedófilo.
En España, en febrero de 2005, Terra, MSN-Microsoft, Yahoo y Wanadoo se unieron en un proyecto para defender los derechos de los menores en la red, en colaboración con el Defensor del menor de la Comunidad de Madrid y varias asociaciones de protección de la infancia. Los proveedores de servicios y contenidos de internet se comprometieron a retirar las páginas, foros y comunidades virtuales en las que se haga apología de la pedofilia y el delito sexual, o se incite a la anorexia y la bulimia.

## Regulación jurídica
Hoy día, las relaciones sexuales consentidas entre un adulto y un menor pueden ser legales penalmente en cualquier país donde la edad legal para mantener relaciones sexuales consentidas sea más baja que la mayoría de edad. Sin embargo, si se carece de este consentimiento, se comete un abuso sexual punible. Este marco penal castiga la falta de consentimiento en la práctica sexual y además contempla agravantes y circunstancias modificativas específicas en los casos de minoría de edad.
Puede faltar el consentimiento por tres causas principales: 1) la incapacidad del sujeto pasivo de dar consentimiento válido (como, precisamente, la falta de edad suficiente para otorgar dicho consentimiento o la incapacidad para hacerlo a pesar de la mayoría de edad —enajenación mental—, 2) la falta de consentimiento por parte del sujeto pasivo y 3) la emisión de un consentimiento que carezca de validez (generalmente, por engaño doloso suficiente e idóneo).
La mera tendencia sexual (pedofilia) no se encuentra penada en la inmensa mayoría del derecho penal al ser un derecho penal de acto y no un derecho penal de autor. Sin embargo, en algunas conductas determinadas, incluso los códigos penales occidentales contemplan delitos que castigan la mera tendencia.

- 189.2. El que para su propio uso posea material pornográfico en cuya elaboración se hubieran utilizado menores de edad o incapaces, será castigado con la pena de tres meses a un año de prisión o con multa de seis meses a dos años.
- 189.7. Será castigado con la pena de prisión de tres meses a un año o multa de seis meses a dos años el que produjere, vendiere, distribuyere, exhibiere o facilitare por cualquier medio material pornográfico en el que no habiendo sido utilizados directamente menores o incapaces, se emplee su voz o imagen alterada o modificada.

Así, pues, el elemento principal es el consentimiento, y es por ello que se requiere que el adolescente presente una edad mínima exigida por la ley, a fin de poseer el elemento volitivo que otorgue validez a la voluntad del consentimiento.
Por ello, de no tener dicha edad mínima, se consideraría automático abuso sexual infantil y sería tratado como delito, que en la mayoría de los códigos penales no queda contemplado de manera expresa, ya que se encuentra subsumido tácitamente en los delitos de abuso sexual cualificado, agresión sexual cualificada y otros delitos sexuales de carácter heterogéneo, como la exhibición obscena ante menores, la facilitación de pornografía a menores o la tenencia y fabricación de pornografía de menores.
De tener dicha edad, únicamente sería penado si la práctica no fuera consentida o el consentimiento fuera nulo (generalmente por vicio o engaño doloso suficiente e idóneo). Si así fuera, el abuso sexual infantil comprendería los delitos sexuales tipificados por la ley con las circunstancias modificativas y cualificaciones genéricas y específicas aplicables al caso concreto.
A pesar de estar prohibido por ley en todos los países, el matrimonio de menores sin su consentimiento es una práctica común en algunos países. La Convención sobre los Derechos del Niño de Naciones Unidas considera el casamiento forzado de menores de 18 como una severa violación a los derechos humanos. Cada tres segundos, una niña es obligada a casarse con un varón de muchísima mayor edad que ella (eso significa unas diez millones por año) condenándolas a la ignorancia (pues abandonan sus estudios) y poniendo en riesgo su salud por una maternidad temprana.
Según Unicef, el matrimonio no consentido de una menor de edad es considerado una forma de abuso sexual.

### Derecho internacional
También en el ámbito internacional se han desarrollado instrumentos que dentro de la protección general de la niñez hacen especial hincapié en el cuidado frente a los abusos sexuales:
- Convención Americana sobre Derechos Humanos

Artículo 19. Todo niño tiene derecho a las medidas de protección que su condición de menor requieren por parte de su familia, de la sociedad y del estado.

- Convención Iberoamericana de Derechos de la Juventud

Artículo 11.Derecho a la protección contra el abuso sexual.
Los Estados partes adoptarán las medidas que sean necesarias para evitar que la explotación, el abuso o el turismo sexual o de cualquier otro tipo de violencia o malos tratos de los jóvenes y promoverá la recuperación física, psicológica y económica de las víctimas.

- Convención sobre los Derechos del Niño (Naciones Unidas).

Artículo 19 1. Los Estados partes adoptarán todas las medidas legislativas, administrativas, sociales y educativas apropiadas para proteger al niño contra toda forma de perjuicio o abuso físico o mental, descuido o trato negligente, malos tratos o explotación, incluido el abuso sexual, mientras el niño se encuentre bajo la custodia de los padres, de un representante legal o de cualquier otra persona que lo tenga a su cargo.

Artículo 34
Los Estados partes se comprometen a proteger al niño contra todas las formas de explotación y abuso sexuales. Con este fin, los Estados partes tomarán, en particular, todas las medidas de carácter nacional, bilateral y multilateral que sean necesarias para impedir:
1. La incitación o la coacción para que un niño se dedique a cualquier actividad sexual ilegal;
2. La explotación del niño en la prostitución u otras prácticas sexuales ilegales;
3. La explotación del niño en espectáculos o materiales pornográficos.

Artículo 36: Los Estados partes protegerán al niño contra todas las demás formas de explotación que sean perjudiciales para cualquier aspecto de su bienestar.

## Día Mundial para la Prevención del Abuso Sexual Infantil
Desde el año 2000, el 19 de noviembre de cada año se conmemora el Día Mundial para la Prevención del Abuso Sexual Infantil.

## El abuso sexual infantil en la cultura
A pesar de su prevalencia, el abuso sexual infantil ha sido muy poco tratado en la literatura y el cine por tratarse de un tabú. Entre los libros y películas que lo abordan están:
- Perfume de Violetas (2001), película de Maryse Sistach.
- La mala educación (2003), película de Pedro Almodóvar.
- No tengas miedo (2011), película de Montxo Armendáriz.
- Por qué volvías cada verano (2018) y Donde no hago pie (2021),[74] novelas de Belén López Peiró.
- Para que estés más cómoda (2024),[75][76] cuentos de Virginia Feinmann
- El techo amarillo (2022), documental de Isabel Coixet.
- La reparación (2022), documental de Alejandra Perdomo.